# Artificial Intelligence II
Artificial Intelligence est un album publié par Warp Records le 30 mai 1994. Il s'agit du dernier album de la série Artificial Intelligence.
John Bush d'AllMusic estime que par rapport au premier Artificial Intelligence, l'album est davantage expérimental, et est moins plaisant à écouter. Selon lui, Arcadian, un « quasi-numéro de house progressive », constitue le point culminant de l'album. Pitchfork abonde dans le même sens, ajoutant que « curieusement, bien qu'il ait plus de variété, il semble également plus générique ».
La compilation est rééditée en 2008.

## Liste des morceaux
Ci-dessous, la version double CD.
| 1. | Release To The System (Beaumont Hannant Remix) | Mark Franklin                   | 8:37 |
| 2. | Selinite                                       | Higher Intelligence Agency (en) | 7:01 |
| 3. | Arcadian (Global Communication Remix)          | Link                            | 9:32 |
| 4. | Scriptures                                     | B12                             | 6:58 |
| 5. | Chatter                                        | Autechre                        | 7:36 |
| 6. | Symmetry                                       | Speedy J                        | 6:07 |

| 1.   | Utuba       | Beaumont Hannant (en) | 8:12 |
| 2.   | Reality Net | Richard H. Kirk       | 6:47 |
| 3.   | Parasight   | Balil                 | 7:33 |
| 4.   | Spangle     | Seefeel               | 7:20 |
| 5.   | Blipsalt    | Darrell Fitton        | 9:42 |
| 6.   | My Teapot   | Polygon Window        | 3:58 |
| 7-1. | Maritime    | Kenny Larkin          | 6:37 |
| 7-2. | (silence)   |                       | 5:17 |
| 7-3. | Sans titre  | Scanner               | 6:53 |